# SkyUp
SkyUp Airlines je ukrajinský nízkonákladový letecký dopravce, který zahájil svou činnost 21. května 2018. Hlavní základnou SkyUp je letiště Igora Sikorského Kyjev.

## Úvod
Dne 14. prosince 2017 ministr infrastruktury Volodymyr Omeljan oznámil vytvoření nové soukromé ukrajinské nízkonákladové letecké společnosti. Hlavním akcionářem je společnost ACS-Ukrajina Teťány Alby a Jurije Alby, kterým patří i cestovní kancelář Join UP!.
Letecký dopravce zahájil svou činnost během května roku 2018. V plánech na první rok má provádění mezinárodní charterové dopravy do oblíbených turistických středisek, stejně jako zahájení pravidelných vnitrostátních i mezinárodních letů.

## Flotila
Společnost v roce 2019 provozuje 8 letadel Boeing 737, zároveň plánuje navýšení letky letadel na rok 2023. V březnu roku 2018 SkyUp Airlines a Boeing podepsaly smlouvu o koupi pěti letadel Boeing 737 MAX v celkové hodnotě 624 milionů dolarů. Podle smlouvy letadla mají být doručeny do roku 2023. Ve smlouvě se počítá s předběžnou objednávkou dalších pěti letounů.

### Současná

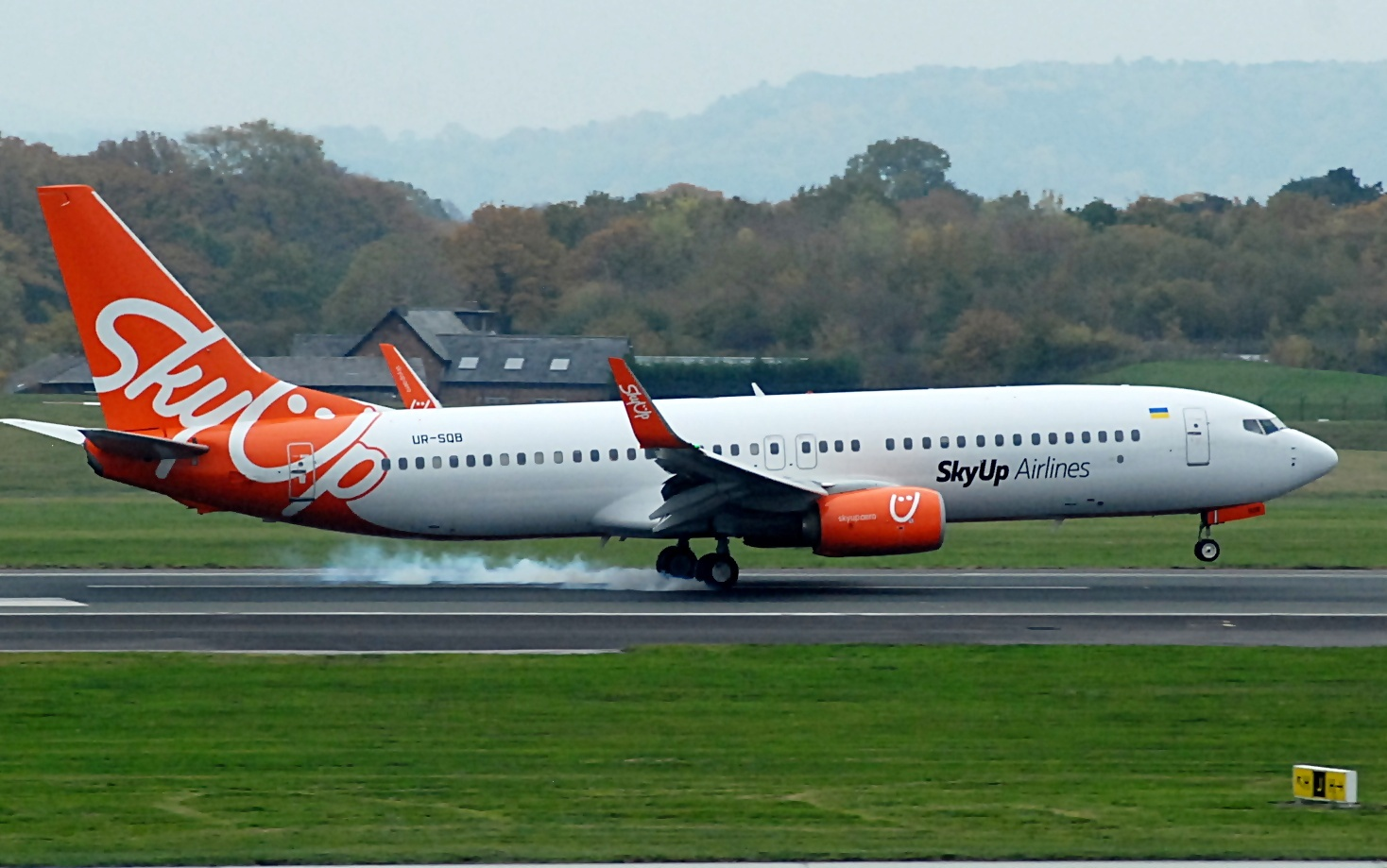
Letoun Boeing 737-800 společnosti SkyUp Airline imatrikulace UR-SQB

| Letadlo           | Počet | Objednávky | Cestující | Cestující | Cestující | Poznámky             |
| Letadlo           | Počet | Objednávky | C         | Y         | Celkem    | Poznámky             |
| ----------------- | ----- | ---------- | --------- | --------- | --------- | -------------------- |
| Airbus A330-200   |       | –          |           |           | 330       |                      |
| Boeing 737-700    | 2     | –          |           |           | 149       | Dodání červenec 2018 |
| Boeing 737-800    | 5     | –          |           |           | 189       |                      |
| Boeing 737 MAX 8  | –     | 2          |           |           | 189       | Dodání 2023          |
| Boeing 737 MAX 10 | –     | 3          |           |           | 189       | Dodání 2023          |
| Celkem            | 7     | 5          |           |           |           |                      |

## Destinace
Od října 2019 létá na trase Kyjev - Pardubice, a to třikrát týdně - v pondělí, středu a sobotu.
Od 25. dubna 2021 dopravce spustí přímé letecké spojení z Brna do Kyjeva - 2x týdně (čtvrtek, neděle), od 26. dubna 2021 startuje spojení z Letiště Leoše Janáčka Ostrava do Kyjeva s frekvencí 3x týdně (pondělí, středa, pátek).
Celkem SkyUp nyní létá do těchto 18 destinací (podaná žádost na 53):
- Alicante
- Antalya
- Barcelona
- Bodrum
- Burgas
- Dalaman
- Dubaj
- Hurghada
- Larnaka
- Palma de Mallorca
- Praha[1], Brno, Ostrava[2], Pardubice
- Rimini
- Šarm aš-Šajch
- Tenerife
- Tirana
- Tivat
- Varna

### Vnitrostátní
Pravidelné lety jsou naplánovany na konec června roku 2018. Nejprve dvě letecká spojení: Kyjev – Oděsa, Charkov – Oděsa. Společnost SkyUp podala žádost u Státního dozoru provozovatelů letadel Ukrajiny na povolení provozu nových vnitrostátních spojů, mezi ně patří spojení Lvov – Oděsa.
Cena letu je tvořena na základě low-cost modelu bez zavazadel a doplňkových služeb. Let Kyjev – Oděsa má stát od 500 hřiven (asi 426 Kč).